# Le Journal du Dimanche
Le Journal du Dimanche (español: Periódico del domingo) es un periódico semanal publicado los domingos en Francia.
Fue creado por Pierre Lazareff en 1948. Fue editor de France Soir en este momento.
El semanal pertenece al Grupo Lagardère a través de Hachette Filipacchi Médias. Tiene su sede en París.
Le Journal du Dimanche fue publicado en formato broadsheet hasta 1999 cuando comenzó ser publicado en formato berlinés. El 6 de marzo de 2011 el formato fue cambiado a formato tabloide.
En los años 2001-2002 Le Journal du Dimanche tenía una circulación de 275.000 copias. En 2009 su circulación fue de 269.000 copias. Entre enero y diciembre de 2010 fueron 257.280 copias. En 2017 había bajado a 163.085.